# Aomori-Autobahn
Die Aomori-Autobahn (jap. 青森自動車道, Aomori jidōshadō; engl. Aomori Expressway) ist eine Autobahn in Japan. Sie trägt die Nummer E4A. Die Autobahn ist eine Umgehungsstraße von Aomori, der nördlichsten Großstadt auf der Insel Honshu. Die Autobahn ist einspurig und 16 Kilometer lang. Die Straße ist eine Mautstraße.

## Straßenbeschreibung
Westlich der Stadt Aomori beginnt die Aomori-Autobahn in einem Abzweig von der Tohoku Autobahn, die aus Süden kommt. Die Autobahn führt Richtung Osten und führt südlich an Aomori vorbei. Mit den Abfahrten der Autobahn kann man über parallel verlaufende Straßen die Stadt Aomori erreichen. Östlich von Aomori endet die Autobahn an der Michinoku Toll Road, die dann weiter nach Tohoku führt.

## Geschichte
Am 28. September 2003 wurde die einspurige Autobahn eröffnet. Am 1. Oktober 2005 wurde die Straße privatisiert.

## Eröffnungsdaten der Autobahn
| von    | nach   | Länge   | Datum      |
| ------ | ------ | ------- | ---------- |
| Aomori | Aomori | 15,6 km | 28.09.2003 |

## Verkehrsaufkommen
Über das Verkehrsaufkommen liegen keine Daten vor.

## Ausbau der Fahrbahnen
| von    | nach   | Länge   | Fahrspuren |
| ------ | ------ | ------- | ---------- |
| Aomori | Aomori | 15,6 km | 2 × 1      |